# Brent Stait
Brent Stait (* 9. September 1959 in Snow Lake, Manitoba) ist ein kanadischer Schauspieler.

## Leben
Brent Stait wurde vor allem für seine Rollen als Louis Ferretti in Stargate – Kommando SG-1 (1997–1998) und als Rev Bem in der Science-Fiction-Serie Andromeda (2000–2004) bekannt. Er verließ Andromeda wegen Allergien gegen die umfangreiche Maske. 
2006 substituierte Stait in der Stargate-Atlantis-Episode Die Verbündeten (Allies) den Körper der Figur Michael Kenmore in seiner Wraith-form; der eigentliche Darsteller, Connor Trinneer, steuerte weiter seine Stimme bei.
Staits Schaffen umfasst seit 1986 mehr als 160 Film- und Fernsehproduktionen.

## Filmografie (Auswahl)
- 1986: Twelfth Night (Fernsehfilm)
- 1987, 1988: Nachtstreife (Night Heat, Fernsehserie, zwei Folgen, verschiedene Rollen)
- 1988: Captain Power and the Soldiers of the Future (Fernsehserie, eine Folge)
- 1989: Termini Station
- 1994: Tokyo Cowboy
- 1995: Vom Lehrer bedrängt – Mißbrauch an der Schule (Deceived by Trust: A Moment of Truth Movie, Fernsehfilm)
- 1997: Akte X – Die unheimlichen Fälle des FBI (The X-Files, Fernsehserie, eine Folge)
- 1997: Ellen Foster – Ein Kind kämpft um sein Glück (Ellen Foster, Fernsehfilm)
- 1997–1998: Stargate – Kommando SG-1 (Stargate SG, Fernsehserie, 2 Folgen)
- 1996–1999: Der Sentinel – Im Auge des Jägers (Der Sentinel, Fernsehserie, 3 Folgen)
- 2000–2004: Andromeda (Fernsehserie, 36 Folgen)
- 2003: Verbrechen aus Leidenschaft (A Crime of Passion, Fernsehfilm)
- 2003: On the Corner
- 2006: Stargate Atlantis (Stargate: Atlantis, Fernsehserie, eine Folge)
- 2006–2020: Supernatural (Fernsehserie, 3 Folgen)
- 2008: Sea Beast – Das Ungeheuer aus der Tiefe (Troglodyte, Fernsehfilm)
- 2009: Polar Storm (Fernsehfilm)
- 2009: Driven to Kill – Zur Rache verdammt (Driven to Kill)
- 2010: Tron: Legacy
- 2010: Smallville (Fernsehserie, 2 Folgen)
- 2010: Stonehenge Apocalypse
- 2010: Shattered (Fernsehserie, eine Folge, Stimme)
- 2011: Final Destination 5
- 2013: Motive (Fernsehserie, eine Folge)
- 2014: Arctic Air (Fernsehserie, eine Folge)
- 2014: Cannabis Kid (Kid Cannabis)
- 2014: Janette Oke: Die Coal Valley Saga (When Calls the Heart, Fernsehserie, 5 Folgen)
- 2015: Once Upon a Time – Es war einmal ...  (Once Upon a Time, Fernsehserie, eine Folge)
- 2016: Legends of Tomorrow (Fernsehserie, eine Folge)
- 2018: Van Helsing (Fernsehserie, eine Folge)
- 2020–2022: Snowpiercer (Fernsehserie, 12 Folgen)
- 2021: Resident Alien (Fernsehserie, eine Folge)
- 2021: Das Geheimnis der Mumie (Under Wraps, Fernsehfilm)
- 2024: Heartland – Paradies für Pferde (Heartland, Fernsehserie, 6 Folgen)